# Ricardo Roberto Barreto da Rocha
Ricardo Rocha, pseudonimo di Ricardo Roberto Barreto de Rocha (Recife, 11 settembre 1962), è un ex calciatore brasiliano, di ruolo difensore, campione del mondo con la nazionale brasiliana nel 1994.

## Carriera
Difensore centrale, con la nazionale maggiore brasiliana ha disputato la Coppa America nel 1987 e nel 1991 (secondo posto dietro all'Argentina) e i Mondiali nel 1990 e nel 1994 (vittoria in finale ai rigori contro l'Italia).

## Palmarès

### Club
- Campionato Pernambucano: 1

Santa Cruz: 1983
- Campionato paulista: 2

San Paolo: 1989, 1991
- Campionato brasiliano: 1

San Paolo: 1991
- Coppa di Spagna: 1

Real Madrid: 1992-1993
- Supercoppa di Spagna: 1

Real Madrid: 1993
- Campionato Carioca: 1

Vasco da Gama: 1994

### Nazionale
- Giochi panamericani: 1

Indianapolis 1987
- Campionato mondiale: 1

Stati Uniti 1994

### Individuale
- Bola de Ouro: 1

1989
- Equipo Ideal de América: 1

1994